# گسرتسهاوزن
گسرتسهاوزن (به آلمانی: Gessertshausen) یک شهر در آلمان است که در آوگسبورگ واقع شده‌است.